# 三笠市営野球場
三笠市営野球場（みかさしえいやきゅうじょう）は、北海道三笠市にある野球場。

## 施設概要
- 面積：19,854㎡
- 両翼：97m 中堅：116m[1]
- 内野：土 外野：芝
- 収容人員：12,000人
- 照明：なし
- スコアボード：手動式

## 交通アクセス
- 道央自動車道・三笠ICより車で30分
- JR北海道（函館本線）・ 岩見沢駅からバス（北海道中央バス）で40分